# 233547 Luxun
233547 Luxun è un asteroide della fascia principale. Scoperto nel 2007, presenta un'orbita caratterizzata da un semiasse maggiore pari a 2,3386530 UA e da un'eccentricità di 0,2547577, inclinata di 6,00089° rispetto all'eclittica.
L'asteroide è dedicato allo scrittore cinese Lu Xun.